# Осока мелкоостренниковая
Осо́ка мелкоо́стренниковая, или Осо́ка мелкоо́стренник (лат. Carex microglochin) — многолетнее травянистое растение, вид рода Осока (Carex) семейства Осоковые (Cyperaceae).

## Ботаническое описание
Растение с ползучим корневищем, дающим короткие побеги.
Стебли сжато-округлые, гладкие, многолистные, 5—25 см высотой .
Листья нитевидно свёрнутые, 0,8—1 мм шириной, гладкие, наверху тупые.
Колосок андрогинный, 0,8—1,2 см длиной, вначале яйцевидно-сжатый, позже рыхлый; тычиночных цветков 5—7, пестичных — 5—17. Кроющие чешуи яйцевидные, тупые, ржавые, при плодах опадающие. Рылец 3. Мешочки почти округлые в поперечном сечении, узко-ланцетовидные, тонкокожистые, (3)4—5 мм длиной, зрелые отогнутые вниз, жёлто-зелёные, с тонкими жилками, с тупым основанием, с длинным цельным носиком, при основании плода с шиловидным осевым придатком, выступающим из мешочка на 1,5—1,8 мм (вместе с придатком мешочки (5)5,5—7 мм длиной); рыльце смещено осевым придатком вбок.
Плодоносит в мае—июле.
Число хромосом 2n=48.
Вид описан из северной Скандинавии.

## Распространение
Северная Европа: горы Норвегии и Северной Швеции, Исландия и арктическая Скандинавия; Атлантическая Европа: горы Шотландии; Центральная Европа: горы; Арктическая часть России: Мурман (полуостров Рыбачий, между Харловкой и Варзино, мыс Орлов, низовья Поноя); Кавказ: Предкавказье; Западная Сибирь: Тарский район, Алтай; Восточная Сибирь: северная окраина Средне-Сибирского плато (река Медвежья), бассейн верхнего течения Енисея (район Минусинска), Прибайкалье, Витимское плоскогорье, нагорье Черского (река Болдымба); Средняя Азия: Памиро-Алай, Джунгарский Алатау, Тянь-Шань; Западная Азия: Восточная Турция, Северный Иран, Северо-Восточный Афганистан; Центральная Азия: Северная Монголия, Северо-Западный Китай; Восточная Азия: Юго-Западный Китай; Южная Азия: Тибет, Гималаи; Северная Америка: Аляска, в том числе арктическая Аляска (одно местонахождение), арктическое побережье Канады (район Батерст-Инлет), юго-восток Баффиновой Земли, Лабрадор, юго-западная и восточная Гренландия, Скалистые горы, Гудзонов залив, Ньюфаундленд; Южная Америка: Огненная Земля.
Растёт на моховых болотах, болотистых лужайках, по берегам озёр, речек, ручьёв, часто на карбонатных субстратах; в верхнем, реже лесном поясе гор, очень редко на равнине.